# 김태연 (배우)
김태연(金兌姸, 1976년 1월 3일 ~ )은 대한민국의 배우다.

## 학력
- 아천초등학교 졸업
- 어모중학교 졸업
- 서문여자고등학교 졸업
- 인하공업전문대학 항공운항과 (95학번, 학사) 졸업

## 연기 활동

### 드라마
- 1999년 MBC 일일시트콤 《남자 셋 여자 셋》 ... 조병수의 여자친구 정다연 역
- 1999년 MBC 주간시트콤 《여자 대 여자》
- 1999년 MBC 농촌드라마 《전원일기》
- 2000년 SBS 드라마스페셜 《TV영화 러브스토리 - 로즈》 ... 지현 역
- 2000년 SBS 일요시트콤 《LA아리랑》
- 2000년 SBS 일일시트콤 《순풍산부인과》
- 2000년 MBC 일일시트콤 《가문의 영광》
- 2000년 SBS 청춘시트콤 《골뱅이》
- 2001년 MBC 주간시트콤 《세 친구》 ... 박상면의 교제 실패녀 권민중의 친구 김태연 역
- 2003년 SBS 수목 대기획 《올인》 ... 제니 역
- 2003년 SBS 주말특별기획 《천년지애》 ... 여랑 역
- 2003년 MBC 수목드라마 《남자의 향기》 ... 정민숙 역
- 2003년 MBC 수목드라마 《좋은사람》
- 2003년 KBS2 단막극 《KBS 드라마시티 - 내가 결혼하려는 이유》 ... 혜정 역
- 2003년 MBC 단막극 《MBC 베스트극장 - 新데렐라》 ... 최이림 역
- 2004년 MBC 단막극 《MBC 베스트극장 - 풀밭 위의 식사》 ... 지원 역
- 2004년 SBS 일일드라마 《소풍가는 여자》 ... 조수미 역
- 2004년 SBS 주간시트콤 《혼자가 아니야》
- 2004년 SBS 드라마스페셜 《남자가 사랑할때》 ... 이진 역
- 2005년 KBS2 일일시트콤 《사랑도 리필이 되나요?》 ... 홍선주 역
- 2006년 KBS2 단막극 《KBS 드라마시티 - 쇼킹한 결혼》 ... 김태희 역
- 2007년 MBC 월화드라마 《신 현모양처》 ... 임태란 역

### 영화
- 1999년 《거짓말》 ... 와이 역
- 2001년 《그녀에게 잠들다》 ... 수빈 역
- 2004년 《풀리쉬 게임》 ... 희재 역

### 뮤직비디오
- 1999년 : 프리스타일 - Party time

## 방송
- 2007년 BBS 라디오 《영화음악실》 ... DJ

## 모델
- 1996년 : 모델라인 40기공채

## 홍보대사
- 2001년 PASS 2001 홍보대사

## 수상 경력
- 1996년 : 모델라인 40기공채 패션모델
- 2000년 : 미국 포드사 주최 펜틴모델 컨테스트 대상

## 광고
- 1999년 한솔018
- 2000년 애경산업 리앙뜨 샴푸 (유지태와 함께 출연)
- 2003년 현대자동차 뉴아반떼XD